# Juan Soler
Juan Soler Valls Quiroga (San Miguel de Tucumán, 19 de enero de 1966), es un actor argentino.

## Biografía y carrera
Juan Soler Valls Quiroga nació en San Miguel de Tucumán, Argentina el 19 de enero de 1966. En México  ha desarrollado su carrera en telenovelas del grupo Televisa. En 2013, se unió a la Cadena Telemundo con sede en Estados Unidos.
En su ciudad natal, se hizo conocido como jugador de Rugby y luego incursionó en el mundo del modelaje, ámbito que lo conectaría con la actuación.
Sus primeros trabajos se desarrollaron en la capital argentina, Buenos Aires; donde participó en la telecomedia Montaña rusa, junto a los actores Nancy Dupláa y Gastón Pauls, entre otros. En 1991 se trasladó a México, donde empezó a trabajar para el grupo Televisa.
Ha participado en telenovelas y paralelamente también ha incursionado en la escena teatral mexicana.
El 20 de diciembre de 2003, contrajo matrimonio con actriz argentina Maki Moguilevsky en Acapulco, permaneciendo con ella por quince años, hasta que se divorciaron en 2018.
En 2013, Soler cambió de afiliación para la cadena Telemundo, donde firmó un contrato de exclusividad, y su primera telenovela en dicha cadena fue Marido en alquiler como protagonista junto a Sonya Smith.
En 2014, participó en la telenovela Reina de corazones.

## Filmografía

### Telenovelas
| Año       | Proyecto                      | Personajes                    |
| --------- | ----------------------------- | ----------------------------- |
| 2024      | Tu vida es mi vida            | Lorenzo Lugo                  |
| 2023      | El amor invencible            | Apolo Torrenegro              |
| 2020-2021 | La mexicana y el güero        | Tyler Sommers "El Güero"      |
| 2017-2018 | Me declaro culpable           | Franco Urzúa Lara             |
| 2017      | Nada personal                 | Raúl Rey "El Rey"             |
| 2014      | Reina de corazones            | Víctor de Rosas               |
| 2013-2014 | Marido en alquiler            | Reinaldo Ibarra               |
| 2010-2011 | Cuando me enamoro             | Jerónimo Linares De la Fuente |
| 2007-2008 | Palabra de mujer              | Martín Castellanos            |
| 2006-2007 | La fea más bella              | Aldo Domenzaín                |
| 2004-2005 | Apuesta por un amor           | Gabriel Durán                 |
| 2003-2004 | Bajo la misma piel            | Alejandro Ruiz                |
| 2002      | La otra                       | Álvaro Ibáñez                 |
| 2001      | Sin pecado concebido          | Octavio Allende               |
| 2000      | Locura de amor                | Enrique Gallardo              |
| 1999-2000 | María Emilia, querida         | Alejandro Aguirre             |
| 1998-1999 | Ángela                        | Mariano Bautista              |
| 1997      | Pueblo chico, infierno grande | Genaro Onchi                  |
| 1996      | Cañaveral de pasiones         | Pablo Montero Rosales         |
| 1995-1996 | Acapulco, cuerpo y alma       | Humberto Bautista             |
| 1995      | Bajo un mismo rostro          | Marcelo Saldívar              |
| 1995      | Montaña rusa                  | Federico Grumbalth            |

### Series de televisión
| Año  | Proyecto                            | Personajes   |
| ---- | ----------------------------------- | ------------ |
| 2025 | Top Chef VIP                        | Concursante  |
| 2023 | Amores que engañan                  | René Castaño |
| 2023 | Chavorrucos                         | Víctor       |
| 2023 | El príncipe del barrio              | Don Manolo   |
| 2022 | Amor en Navidad: La mejor Navidad   | Eduardo      |
| 2022 | Bocetos                             |              |
| 2020 | Las píldoras de mi novio            | Esai Morales |
| 2008 | Mujeres asesinas - Sonia, desalmada | Fernando     |
| 2006 | Amor mío - Mi gran boda gringa      | Pablo        |
| 2002 | La familia P. Luche                 | Eximio       |

## Premios y nominaciones
| 1997                    | Premios TVyNovelas        |                                            |                       |          |
| 1997                    | Premios TVyNovelas        | Mejor actor protagónico[cita requerida]    | Cañaveral de pasiones | Ganador  |
| 2003                    | Premios TVyNovelas        |                                            |                       |          |
| Mejor actor protagónico | Premios TVyNovelas        | La otra                                    | Ganador               |          |
| 2005                    | Premios TVyNovelas        |                                            |                       |          |
| Mejor actor protagónico | Premios TVyNovelas        | Apuesta por un amor                        | Nominado              |          |
| 2009                    | Premios TVyNovelas        |                                            |                       |          |
| Mejor actor             | Premios TVyNovelas        | Palabra de mujer                           | Nominado              |          |
| 2013                    | Premios People en Español |                                            |                       |          |
| 2013                    | Premios People en Español | Mejor actor protagónico                    | Marido en alquiler    | Nominado |
| 2014                    | Miami Life Awards         |                                            | Marido en alquiler    |          |
| 2014                    | Miami Life Awards         | Mejor protagonista masculino de telenovela | Marido en alquiler    | Ganador  |

### Premios INTE
| Año  | Categoría     | Trabajo nominado | Resultado |
| ---- | ------------- | ---------------- | --------- |
| 2003 | Actor del año | La otra          | Nominado  |

### Premios Eres
| Año  | Categoría                 | Trabajo nominado      | Resultado |
| ---- | ------------------------- | --------------------- | --------- |
| 1997 | Mejor actor de telenovela | Cañaveral de pasiones | Ganador   |